# Mark Wilson (rugby à XV)
Pour les articles homonymes, voir Mark Wilson et Wilson.

a Compétitions nationales et continentales officielles uniquement.

b Matchs officiels uniquement.
Dernière mise à jour le 24 avril 2020.
Mark Wilson, né le 6 octobre 1989  à Kendal, est un  joueur international anglais de rugby à XV, jouant au poste de troisième ligne.

## Biographie
En juillet 2019, il est sélectionné en équipe nationale pour préparer la Coupe du monde 2019.

## Palmarès
- Vainqueur du Tournoi des Six Nations en 2020
- Vainqueur de la Triple Couronne en 2020